# Aloe rigens
Aloe rigens är en grästrädsväxtart som beskrevs av Gilbert Westacott Reynolds och Bally. Aloe rigens ingår i släktet Aloe och familjen grästrädsväxter. Inga underarter finns listade i Catalogue of Life.